# Аманда Уоллер (Расширенная вселенная DC)
Ама́нда Бе́лль Уо́ллер (англ. Amanda Belle Waller) — персонаж медиафраншиз «Расширенная вселенная DC» (DCEU) и «Вселенная DC» (DCU). Основана на одноимённом персонаже DC Comics, созданном Джоном Острандером, Леном Уином и Джоном Бирном. Появляется в фильмах «Отряд самоубийц» (2016), «Отряд самоубийц: Миссия навылет» (2021) и «Чёрный Адам» (2022), а также в телесериале «Миротворец» (2022 — наст. время). Её роль исполняет Виола Дэвис. Аманда — главный второстепенный персонаж в Расширенной вселенной DC. Будучи морально серым персонаже , как и в комиксах, Уоллер является безжалостной, расчётливой правительственной чиновницей, которая наблюдает за операциями Отряда самоубийц, поручая им смертельно опасные миссии. Сериал «Уоллер» сервиса Max, входящий в медиафраншизу «Вселенная DC», посвященный Аманде Уоллер, также находится на стадии разработки.

## Разработка персонажа и исполнение

### Происхождение в комиксах и ранние изображения
В комиксах Аманда Уоллер впервые появилась в 1980-х годах как помощница конгресса, которая возглавляет Отряд самоубийц, причем её роль и характеристики меняются в зависимости от изменений в публикации, таких как The New 52. Уоллер часто появлялась в других работах, основанных на DC Comics; актрисы Си Си Эйч Паундер, Шерил Ли Ральф и Тиша Кэмпбелл озвучивали персонажа в мультфильмах, таких как «Лига справедливости: Без границ», «Юная Лига Справедливости», Анимационная киновселенная DC и «Харли Квинн», а в игровом кино её роли исполняли Пэм Гриер в сериале «Тайны Смолвиля», Синтия Аддай-Робинсон во вселенной «Стрелы» и Анджела Бассетт в фильме «Зелёный Фонарь».

### Кастинг в DCEU

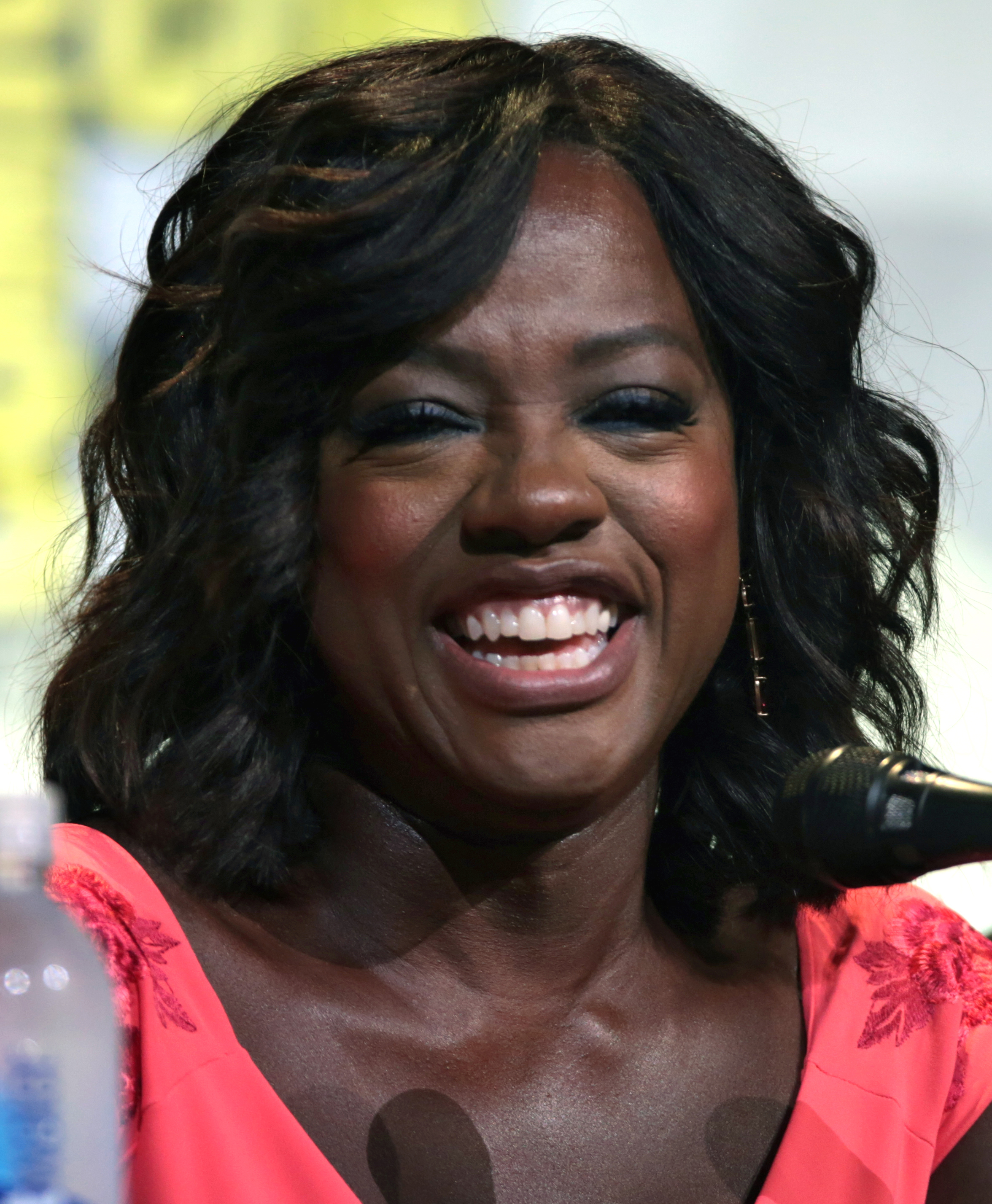
Получив роль Уоллер, Виола Дэвис похвалила силу своего персонажа и её способность манипулировать супергероями и суперзлодеями по прихоти.

Актриса Виола Дэвис получила роль Уоллер в фильме «Отряд самоубийц», действие которого разворачивается в Расширенной вселенной DC. Дэвис так отозвалась о своём персонаже: «Она стратег. Она манипулятор. Она не летает по небу и не плавает в воде. Она просто обычный человек, который может манипулировать этими супергероями. И мне это нравится». Она также выделила её психологию и силу и описала её как «могущественную чернокожую женщину, жёсткую, готовую взять пистолет и застрелить любого по своему желанию» в дополнение к тому, что она «неумолима в своём злодействе», и отметила, что её сила — это «её интеллект и полное отсутствие чувства вины».
Дэвис прочитала «Исповедь социопата», чтобы подготовиться к роли. Она заявила, что её опыт работы над фильмом был уникальным для неё, поскольку режиссёр Дэвид Эйер и другие актёры использовали неортодоксальные актёрские приёмы во время съёмок. В одном случае Эйер заставил её назвать исполнителя роли Рика Флага Джоэла Киннамана, «слабаком» и «сукой», что, по её словам, заставило её «почувствовать себя настоящим бандитом, и это заставило Рика Флага захотеть надрать мне задницу. Так что Дэвид получил то, что хотел». Позже Киннаман подтвердил, что почувствовал, что слова Дэвис «предали» его, но именно то, что Эйер хотел, чтобы его персонаж почувствовал в тот момент. В более позднем интервью она сказала, что на ранних стадиях съёмок исполнитель роли Джокера Джаред Лето заставил своего «приспешника» оставить мёртвую свинью на столе в репетиционной комнате, что выбило Дэвис из колеи, пока она «не вышла из себя» и не использовала инцидент, чтобы мотивировать своё собственное выступление, и что Лето также дал Марго Робби, которая исполняла роль Харли Квинн, живую чёрную крысу в коробке. Дэвис прокомментировала, что Робби «закричала, а потом она оставила её себе».
Дэвис вновь исполнила эту роль в «Отряде самоубийц: Миссия навылет», «Миротворце» и «Чёрном Адаме». Она также вступила в переговоры о том, чтобы сняться в сериале HBO Max, посвящённом её персонажу.

## Появления

### «Отряд самоубийц»
Аманда Уоллер представлена в «Отряде самоубийц» как сотрудник ФБР, отвечающий за АРГУС. Показано, что она находится в контакте с линчевателями, такими как Брюс Уэйн / Бэтмен, которому она предоставляет разведданные, чтобы он мог задержать преступников, таких как Флойд Лоутон / Дэдшот. После смерти Супермена Уоллер, обеспокоенная тем, что «следующий Супермен» может «не разделять его моральный кодекс», создаёт оперативную группу X, позже известную как «Отряд самоубийц», привлекая заключённых металюдей и других экстраординарных преступников, таких как Дэдшот, Харли Квинн, Капитан Бумеранг, Эль Диабло и Убийца Крок. Она также пытается завербовать Джун Мун / Чародейку и Слипнота, но Чародейка выходит из себя и создаёт глобальную угрозу, в то время как Слипнот казнён за дезертирство командиром отряда Риком Флагом во время миссии отряда по сдерживанию Чародейки. Отряд вынужден спасать Уоллер, к большому их огорчению, поскольку она пытается скрыть свою роль в побеге Чародейки.
После того, как команда нейтрализует Чародейку, освобождая Мун из-под её власти, Уоллер награждает большинство её членов, за исключением капитана Бумеранга, убрав 10 лет из их срока и дав им различные подарки. Позже она лично встречается с Брюсом Уэйном, передавая ему секретные правительственные документы о нескольких металюдях, включая Артура Карри и Барри Аллена, чтобы он мог завербовать их в свою собственную команду, в обмен на то, что Уэйн защитит её репутацию и скроет её участие в Оперативной группе X.

### «Отряд самоубийц: Миссия навылет»
Уоллер развёртывает две команды Оперативной группы X в Корто Мальтезе после переворота, чтобы сорвать проект «Морская звезда» в стране, что, как выяснилось, является миссией по сокрытию роли Америки в проекте. Первый отряд, возглавляемый Флагом, и в который также входят Харли Квинн, Капитан Бумеранг и нескольких других, атакует в качестве морского десанта и, за исключением Флага, Квинна, «ТДК» и Ласки, оборона Корто Мальтезе уничтожает отряд, при этом Квинн захвачена, а «ТДК» и Ласку оставляют умирать. Уоллер лично казнит Саванта за дезертирство, дистанционно приведя в действие взрывчатку, заложенную ему в голову. Второй отряд, состоящий из Роберта Дюбуа / Бладспорта, которого Уоллер лично шантажом заставила присоединиться, угрожая заключить в тюрьму его дочь, Криса Смита / Миротворца, Клео Казо / Крысолова 2, Нанауэ / Короля Акул и Абнера Крилла / Человека-в-горошек, проникает, пока первый отряд отвлекает военных Корто Мальтезе.
Когда второй отряд спасает Флага и Квинн, прежде чем отправиться на место проекта «Морская звезда», Мыслитель, которого Корто Мальтезе наняла для наблюдения за проектом, раскрывает, что Уоллер собрала этот отряд не только для того, чтобы уничтожить проект, но и для того, чтобы уничтожить любые доказательства американского участия в проекте, и что Миротворец был специально задействован, чтобы никто не выдал эту тайну. Последовавшая за этим потасовка приводит к тому, что Миротворец убивает Флага и почти убивает Казо, прежде чем Бладспорт обезвреживает его, и к тому, что Старро, гигантский инопланетянин, похожий на морскую звезду, в центре проекта «Морская звезда», вырывается и сеет хаос на острове. Уоллер приказывает оставшимся членам отряда эвакуироваться, но они игнорируют её приказы из-за беспокойства о гражданах Корто Мальтезе. Разъярённая Уоллер угрожает казнить их всех, пока её подчинённые Эмилия Харкорт и Джон Экономос не вырубают её и дают команде добро на спасение Корто Мальтезе от Старро. После того, как они убивают гигантского пришельца, Бладспорту удаётся договориться с Уоллер, чтобы та отпустила отряд на свободу, используя собранные им доказательства участия американцев в проекте «Морская звезда» в качестве разменной монеты.

### «Миротворец»
Через несколько месяцев после проекта «Морская звезда» Уоллер командует новой командой для сдерживания внеземной угрозы, во главе которой назначен Клемсон Мёрн, а после его выздоровления — Миротворец. В наказание за неподчинение во время проекта «Морская звезда» Уоллер также назначает Экономоса и Харкорт, к их большому огорчению, поскольку они чувствуют, что их заставляют «нянчиться» со Смитом. Дочь Уоллер, Леота Адебайо, также назначенная в команду, находится в конфликте между выполнением приказа своей матери изобличить Смита и своей связью с ним. Она просит свою мать о помощи, когда команда Смита находит «корову» Бабочек, после чего Уоллер вызывает Лигу справедливости, хотя и слишком поздно. Леота, разочаровавшись в своей матери, позже сообщает об участии Уоллер как в проекте «Бабочка», так и в Оперативной группе X, очищая имя Смита и ставя Уоллер в затруднительное положение в процессе.

### «Чёрный Адам»
После того, как Тет-Адам пробуждается от 5000-летнего сна в Кандаке, Уоллер связывается с Картером Холлом / Человеком-ястребом и Обществом справедливости, отправляя их сдерживать Адама и предотвращать его потенциальное развязывание нового буйства, за которое он был заключен в тюрьму Советом магов. После примирения с Адамом и противостояния с Интербандой Общество справедливости принимает Адама, который сдаётся из-за угрызений совести и чувства непригодности быть героем. Однако Кент Нельсон / Доктор Фейт освобождает Адама из его заключения и он помогает спасти страну от Саббака. Уоллер связывается с Адамом, который теперь принял более современное имя Чёрный Адам, предупреждая его не покидать Кандак и посылая воскресшего Супермена, чтобы поговорить с ним.

## Реакция
Марк Биррел из Screen Rant назвал Аманду Уоллер в «Отряде самоубийц» лучшей злодейкой в любом фильме DCEU, просмотрев фильмы до 2019 года. Он пишет: «Виола Дэвис, ставшая любимым персонажем фанатов, создала самого человечного и самого хитрого злодея DCEU в том, что стало их самой критичной работой на сегодняшний день. Дэвис удаётся затмить некоторых из самых больших, ярких и громких звёзд в фильме всемогущего ансамбля, который битком набит противоречивыми мотивами и личностями». Он также отмечает, что её непоколебимая уверенность и безжалостность делают её идеальным «доном» Отряда самоубийц. Даррен Муни пишет в рецензии на продолжение фильма «Отряд самоубийц», что персонаж Уоллер и «архетип мастера шпионажа» были деконструированы в фильме из-за таких факторов, как менее доминирующее присутствие в сиквеле в пользу членов второго отряда самоубийц и большая склонность к ошибкам, что делает ошибки, такие как ошибочное отправление Ласки в десантную атаку, когда он не умеет плавать, и то, что Бладспорт переиграл её в кульминации фильма. Муни также описывает Уоллер как DCEU-двойника Ника Фьюри из Кинематографической вселенной Marvel, продолжая говорить, что, как и Фьюри, Уоллер — «ещё один, казалось бы, смертный персонаж, манипулирующий окружающими её супергероями в военных рамках».
После выхода фильма «Королева-воин», в котором снялась Виола Дэвис, Ренальдо Матадин из CBR.com в 2022 году написал, что DCEU «тратит впустую» её изображение Аманды Уоллер, учитывая сильную игру Дэвис в фильме. Матадин утверждал, что DCEU следовало бы изобразить больше аспектов характера Уоллер вместо того, чтобы её «сажали в коробку в рамках „Отряда самоубийц“ и „Миротворца“, где она отдаёт приказы из штаб-квартиры Оперативной группы X», также называя её не более чем «корпоративным зазывалой для правительства», помимо когда она встретила Брюса Уэйна и стала «довольно страшной» в «Отряде самоубийц».

## Комментарии
1. ↑  Как показано в фильме «Бэтмен против Супермена: На заре справедливости»
2. 1 2  Как показано в фильме «Лига справедливости» и его режиссёрской версии, «Лига справедливости Зака Снайдера»